# Eva Maria Meineke
Eva Maria Meineke, auch bekannt als Eva-Maria Meinecke, Evy Maria Meineke und Eva-Maria Meineke-Angermeyer,  (* 8. Oktober 1923 in Berlin; † 7. Mai 2018 auf Mallorca) war eine deutsche Bühnen- und Filmschauspielerin.

## Leben
Nach dem Besuch der Handelsschule absolvierte sie eine Schauspielausbildung. Meineke stand 1943 zum ersten Mal auf dem Bühnenboden in Gerhart Hauptmanns Der Biberpelz am Berliner Staatstheater unter der Intendanz von Gustaf Gründgens. Obwohl sie besonders durch ihre Film- und Fernsehrollen bekannt wurde, trat sie immer wieder im Theater auf wie 1967 an der Kleinen Komödie München in Der vielgeliebte Herr Brotonneau. Sie spielte auch Kabarett und sprach nach dem Krieg zahlreiche Hörspielrollen.
Ihren ersten Filmauftritt hatte Eva Maria Meineke bereits 1942 in einer kleinen Rolle, doch bis 1948 war sie danach auch in Hauptrollen zu sehen. Sie spielte bis heute in etwa 100 Filmen und TV-Produktionen, wenn auch meistens in wichtigen Nebenrollen wie zum Beispiel als Lilly Mautner in dem preisgekrönten Film Das Haus in der Karpfengasse (1965) mit Edith Schultze-Westrum, Jana Brejchová, Wolfgang Kieling und Helmut Schmid.
International bekannt wurde sie hauptsächlich durch Alexander Kluges Filmdrama Abschied von gestern (1966); danach wurde sie auch öfter für ausländische Filmprojekte engagiert, sodass sie an der Seite von Richard Widmark, Christopher Lee, Yves Montand, Romy Schneider, Max von Sydow, Jeff Bridges und Marcello Mastroianni spielte.
Ab Mitte der 1950er Jahre war sie eine gefragte Schauspielerin auch im deutschen Fernsehen. Hier spielte sie unter so namhaften Regisseuren wie Rainer Erler, Rolf von Sydow und Claus Peter Witt. Sehr oft sah man sie in den Krimiserien Derrick, Der Alte und Tatort. Ihre letzten Auftritte hatte sie in dem nach einem Roman von Petra Hammesfahr gedrehten Thriller Heiß und kalt (1997), in dem Drama Im Licht des Feuers nach Rosamunde Pilcher (2000) und in der Tragikomödie Die blauen und die grauen Tage (ebenfalls 2000) mit Inge Meysel.
Eva-Maria Meineke war zweimal verheiratet. Zuerst von 1943 an mit dem 1954 verstorbenen österreichischen Schauspieler Siegfried Breuer und später mit dem Filmproduzenten Heinz Angermeyer. Sie starb am 7. Mai 2018 im Alter von 94 Jahren auf Mallorca; die Trauerfeier und anschließende Urnenbeisetzung fand am 7. August 2018 auf dem Münchner Nordfriedhof statt.

## Filmografie
- 1942: Mit den Augen einer Frau
- 1943/52: Moselfahrt mit Monika
- 1944: Der verzauberte Tag
- 1945: Heidesommer
- 1945: Das seltsame Fräulein Sylvia (unvollendet)
- 1945: Der Fall Molander (unvollendet)
- 1945: Sag’ die Wahrheit (unvollendet)
- 1948: Der Prozeß
- 1951: In München steht ein Hofbräuhaus
- 1952: Alle kann ich nicht heiraten
- 1955: Drei Männer im Schnee
- 1956: Heute heiratet mein Mann
- 1956: Försterliesel
- 1956: Hilfe – sie liebt mich!
- 1956: Salzburger Geschichten
- 1958: Moral
- 1958: Scampolo
- 1958: Der kaukasische Kreidekreis
- 1959: Bei Anruf Mord
- 1959: Jacqueline
- 1959: Das schöne Abenteuer
- 1960: Brücke des Schicksals
- 1960: Lampenfieber
- 1960: Fährten
- 1963: Der schlechte Soldat Smith
- 1963: Der Hexer (Fernsehfilm)
- 1965: Das Haus in der Karpfengasse
- 1966: Adrian der Tulpendieb (Fernsehfilm)
- 1966: Abschied von gestern
- 1966: Die seltsamen Methoden des Franz Josef Wanninger (Fernsehserie, Folge Ballgeflüster)
- 1968: Die fünfte Kolonne (Fernsehserie, Folge Sonnenblumenweg 7)
- 1970: Tatort: Saarbrücken, an einem Montag …
- 1971: Zwanzig Mädchen und die Pauker
- 1971: Morgen fällt die Schule aus
- 1971: Mein Vater, der Affe und ich
- 1971: Yester, der Name stimmt doch?
- 1972: César und Rosalie
- 1973: Die Schlange (Le serpent)
- 1973: Traumstadt
- 1973: Mein Onkel Benjamin (Fernsehfilm)
- 1974: Eine geschiedene Frau (Fernsehserie)
- 1974: Tatort: Der Mann aus Zimmer 22
- 1974: Okay S.I.R. (Fernsehserie, Folge Das Gegenstück)
- 1975: Ein Fall für Männdli (Fernsehserie, Folge Das Stipendium)
- 1975: Ansichten eines Clowns
- 1975: Unter einem Dach (Fernsehserie, Folge Laß mir Ruhe, laß mir Zeit)
- 1976: Die Braut des Satans (To the Devil a Daughter)
- 1977: Der Mädchenkrieg
- 1977: Die Jugendstreiche des Knaben Karl
- 1978: Taugenichts
- 1979: Der Sturz
- 1980: Der Ringer (The American Success Company)
- 1980: Death Watch – Der gekaufte Tod
- 1981: Die zwei Gesichter einer Frau
- 1987: Dies Bildnis ist zum Morden schön
- 1993: Derrick – Nachtvorstellung
- 1993: Tierärztin Christine
- 1993: Traumschiff: Ägypten
- 1998: Tatort: Gefährliche Zeugin
- 2000: Rosamunde Pilcher – Im Licht des Feuers
- 2000: Die blauen und die grauen Tage

## Hörspiele
- Georges Simenon: Maigret und seine Skrupel. Bearbeitung: Gert Westphal. Regie: Heinz-Günter Stamm, BR 1961. Der Audio Verlag 2005. ISBN 978-3-89813-390-6.